# Stepán Suprún
Stepán Pávlovich Suprún (en ruso: Степа́н Па́влович Супру́н; en ucraniano: Супрун Степан Павлович; 20 de juliojul./ 2 de agosto de 1907greg. – 4 de julio de 1941) fue un aviador y piloto de pruebas soviético que probó más de 140 tipos de aviones durante su carrera. También fue piloto de combate y recibió dos veces el título de Héroe de la Unión Soviética.

## Biografía

### Infancia y juventud
Stepán Suprún nació en 1907 en el seno de una familia ucraniana en la gobernación de Járkov en lo que en esa época era el Imperio ruso (actualmente situado en el óblast de Járkov en Ucrania). En 1910, él y su familia se mudaron a los Estados Unidos y en 1913 se trasladaron a Canadá, donde estudió durante ocho años en una escuela en Winnipeg y se unió a la Liga de Jóvenes Comunistas de Canadá.
Antes de regresar a la recién formada Unión Soviética en 1924. Originalmente vivió en el Krai de Altái antes de mudarse a Alma Ata en la RSS de Kazajistán. En 1925, comenzó a trabajar en Ucrania como aprendiz en un taller, y de 1926 a 1928 trabajó como carpintero en la ciudad de Sumy. En 1928 empezó a trabajar en una fábrica como operador de una fresadora.

### Inicio de su carrera militar
En octubre de 1929 ingresó en el Ejército Rojo y en marzo de 1930 se graduó del entrenamiento inicial de aviación  en Smolensk, donde se sometió a un entrenamiento adicional como parte del 83.º Escuadrón de Entrenamiento y recibió instrucción en vuelo de Serguéi Denísov. Completó el programa de entrenamiento en julio de 1931 y fue asignado al 91.° Escuadrón de Aviación de Cazas como comandante de vuelo.
En julio de 1933 se convirtió en piloto de pruebas en el Instituto de Investigación Científica de la Fuerza Aérea del Ejército Rojo, donde realizó pruebas en aviones experimentales como: I-1B, I-21 y el I-180. Un año después, comenzó a volar en los desfiles sobre la Plaza Roja. Conoció a Alexánder Pokrishkin (quien más tarde se convirtió en un as de la aviación y tres veces Héroe de la Unión Soviética) durante unas vacaciones en la costa del mar Negro en 1935. En 1937 se convirtió en diputado del Soviet Supremo de Sebastopol, y de 1937 a 1938. visitó los Estados Unidos como parte de una delegación soviética. Valeri Chkálov lo elogió por su valentía durante el viaje de la delegación. Después de regresar a la Unión Soviética, tuvo la oportunidad de realizar vuelos de prueba en un Bf-109 capturado, durante los cuales descubrió por qué los pilotos del avión alemán no luchaban contra ciertos aviones de combate soviéticos capaces de realizar giros bruscos.
Después de la muerte de Chkálov, Suprún obtuvo permiso para comenzar a volar el I-180. Durante un aterrizaje después de un vuelo de prueba, el tren de aterrizaje derecho se rompió, pero sobrevivió al accidente con solo heridas leves.
En las elecciones legislativas de la Unión Soviética de 1937 fue elegido diputado de la I Convocatoria del Sóviet Supremo de la Unión Soviética.

### Segunda guerra sino-japonesa
Desde julio de 1939 hasta enero de 1940, fue destinado como comandante de un grupo de aviación de combate destacado en China para brindar defensa contra los ataques japoneses en áreas densamente pobladas. Su unidad de aproximadamente cincuenta aviones fue asignada para defender la ciudad de Chongqing (la capital de China durante la guerra) hasta que fueron transferidos a Yunnan en diciembre, donde se les asignó la tarea de proteger aeródromos y equipos estratégicamente importantes. Durante el conflicto, realizó 83 salidas de combate, de las cuales siete fueron nocturnas, volando en aviones como el I-15 y el I-16.
Al regresar a la Unión Soviética, en enero de 1940, Moscú le pidió que formara parte de una delegación de compra de aviones a Alemania en marzo. Durante la visita realizó vuelos preliminares en aviones alemanes que la Unión Soviética iba a comprar. Gracias a su ayuda, la Unión Soviética pudo comprar una amplia variedad de aviones, incluidos el Bf-109, Bf-110, Do-215, FW-58, He-100 y el Ju-88.
El 20 de mayo de 1940 recibió el título de Héroe de la Unión Soviética por su trabajo en las pruebas de nuevos aviones y sus acciones en China. Continuó trabajando como piloto de pruebas donde realizó vuelos de prueba en más de 140 tipos de aeronaves.

### Segunda Guerra Mundial
Dos días después del inicio de la invasión alemana de la Unión Soviética, Suprun solicitó permiso al instituto para crear y comandar un regimiento compuesto por pilotos de prueba. Después de que el propio Stalin aprobara la propuesta, se formaron seis regimientos a partir de los pilotos del instituto; dos estaban equipados con el avión de ataque a tierra Ilyushin Il-2, a otros dos regimientos se les asignó el bombardero en picado Petliakov Pe-2 y uno recibió el Petliakov Pe-8 para convertirse en una unidad de bombardero de largo alcance. La unidad de la que se le dio el mando a Suprún recibió treinta y dos cazas MiG-3 y se designó como el 401.º Regimiento de Aviación de Cazas de Propósito Especial. A pesar de ser un comandante de regimiento, realizó salidas de combate y obtuvo su primera victoria aérea el 27 de junio de 1941, un avión de reconocimiento alemán Hs 126.
Murió en acción el 4 de julio de 1941 después de enfrentarse a un avión de la Luftwaffe; no está claro si obtuvo una victoria aérea durante su último combate aéreo ya que algunas fuentes indican que derribó un Bf-109 justo antes de su muerte. Las fuentes también difieren en cuanto a sí fue derribado por aviones enemigos o fuerzas terrestres.
Después de su muerte, recibió la estrella de oro por segunda vez, lo que lo convirtió en la primera persona en convertirse dos veces en Héroe de la Unión Soviética, durante la guerra. Sus restos fueron enterrados originalmente en el pueblo de Monastyri, cerca de su lugar de muerte (actualmente el pueblo de Polevaya situado en el raión de Talachin del óblast de Vítebsk en Bielorrusia), pero en julio de 1960 fue enterrado nuevamente en Moscú en el cementerio Novodevichi.
Su hermano Aleksandr Suprún también fue un piloto que luchó en la guerra. Durante una misión en octubre de 1941, logró aterrizar su caza con 118 agujeros de bala a pesar de las graves heridas.

## Condecoraciones

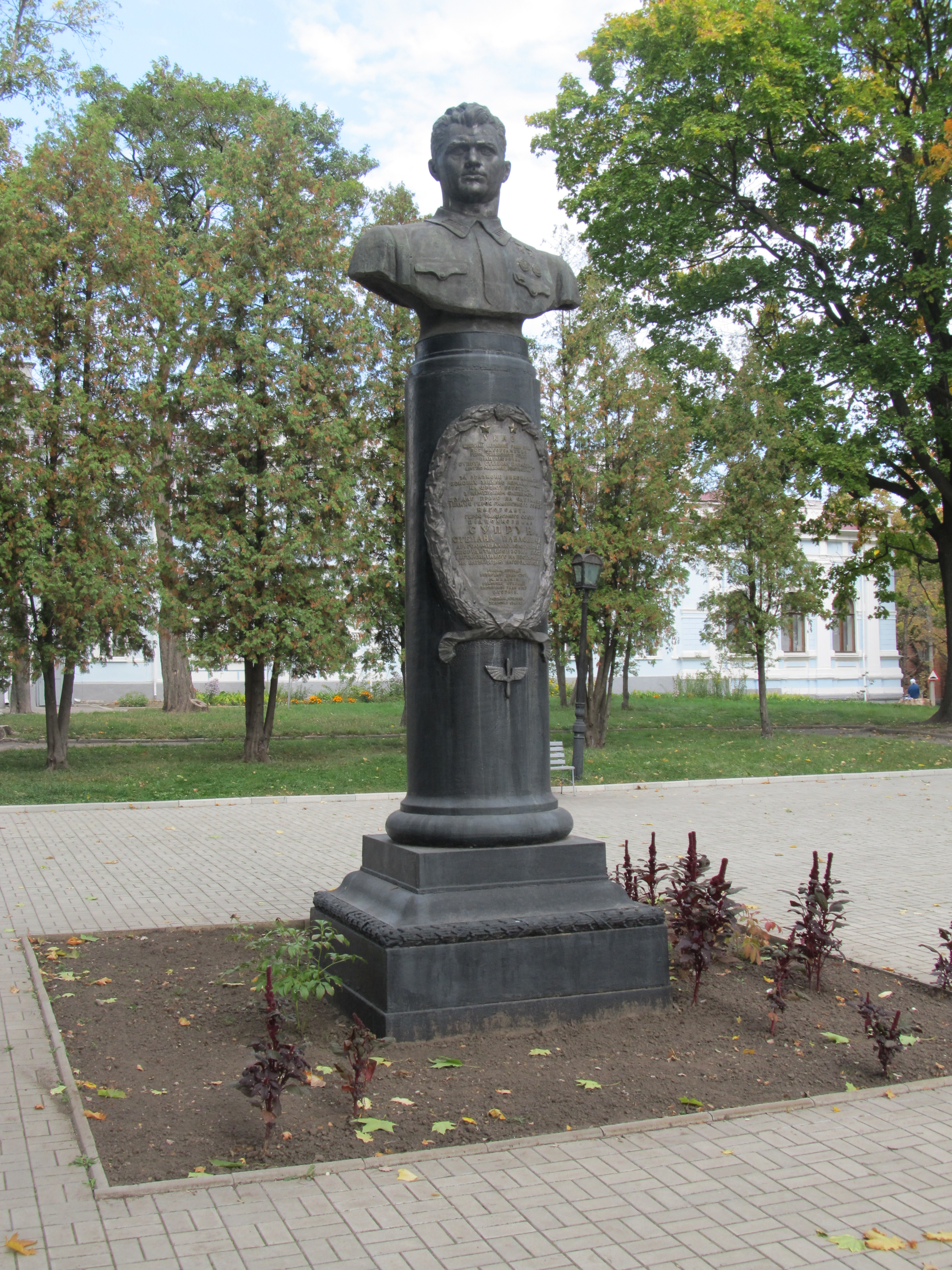
Busto de Stepán Suprún en la ciudad ucraniana de Sumy

A lo largo de su carrera militar Stepán Suprún fue galardonado con las siguientes condecoraciones:
|  | Héroe de la Unión Soviética, dos veces (20 de mayo de 1940 y 22 de julio de 1941) |
|  | Orden de Lenin, dos veces (25 de mayo de 1936 y 20 de mayo de 1940)               |
|  | Orden de la Nube y el Estandarte (República de China; 1939)                       |